# Upadek Babilonu
Upadek Babilonu – przejęcie władzy nad Babilonem przez siły Achemenidów pod wodzą Cyrusa II Wielkiego, które nastąpiło 12 października 539 p.n.e. po rozbiciu armii Baltazara w bitwie pod Opis.
Zdobycie miasta na końcu kampanii doprowadziło do ostatecznego upadku państwa nowobabilońskiego

## Przebieg wydarzeń
Jesienią 539 roku p.n.e. wojska perskie pod wodzą Cyrusa najechały Babilon. Po zdobyciu miasta Akad, wojska Achemenidów zmierzały do stolicy.
Król Nabonid wysłał swojego syna Baltazara na drugą stronę rzeki Tygrys, aby tam odparł najeźdźców, jednak Gobriasz, satrapa Gutejów, który miał osłaniać lewą flankę wojsk Baltazara, zdradził swojego króla i przyłączył się do Achemenidów. W wyniku zdrady Cyrus wygrał bitwę pod Opis, podczas której zginął Baltazar.
Po upadku wojsk Babilonu, wojska Cyrusa wzięły bez walki miasto Sippar, a następnego dnia weszły do Babilonu 12 lub 13 października 539 p.n.e. nie napotykając żadnego oporu.
Achemenidzi powstrzymali się przed splądrowaniem miasta. Od pierwszego dnia okupacji wojska Cyrusa miały rozkaz traktowania mieszkańców z należnym szacunkiem. Obce ludy zniewolone przez Babilończyków zostały przesiedlone z powrotem do swoich ojczyzn, bożki z Sumeru i Akadu, które splądrowały wojska Nabonida w czasie wojny, zostały odesłane z powrotem do swoich świątyń. Cyrus pozwolił na powrót bożków asyryjskich, które jego armia wzięła w niewolę i odbudowę zburzonych przez nich świątyń.
Zajęcie miasta doprowadziło do ostatecznego upadku państwa nowobabilońskiego. Cyrus przyjął tytuł „króla Babilonu” i ogłosił się spadkobiercą starożytnych władców Babilonu. Los samego Nabonida jest nieznany. Jedne źródła donoszą, że zginął w Babilonie, a wedle innych Cyrus darował mu życie i uczynił go satrapą prowincji Karmania.

## W sztuce

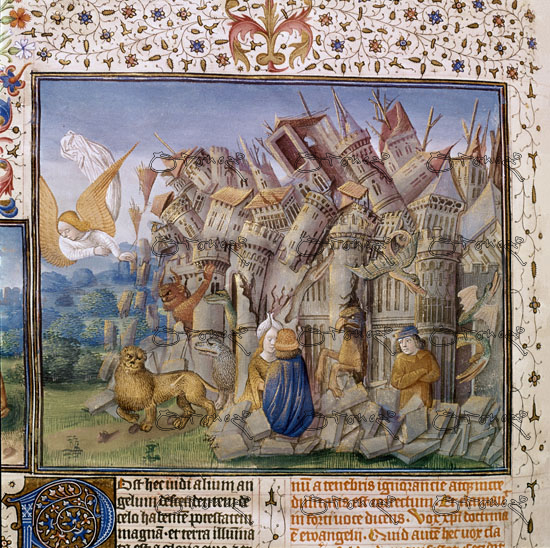
XV-wieczna miniatura przedstawiająca upadek Babilonu
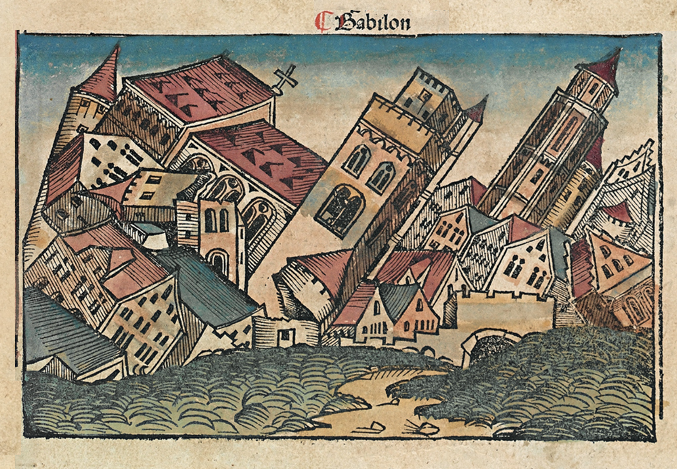
Drzeworyt z 1493 roku przedstawiający upadek Babilonu
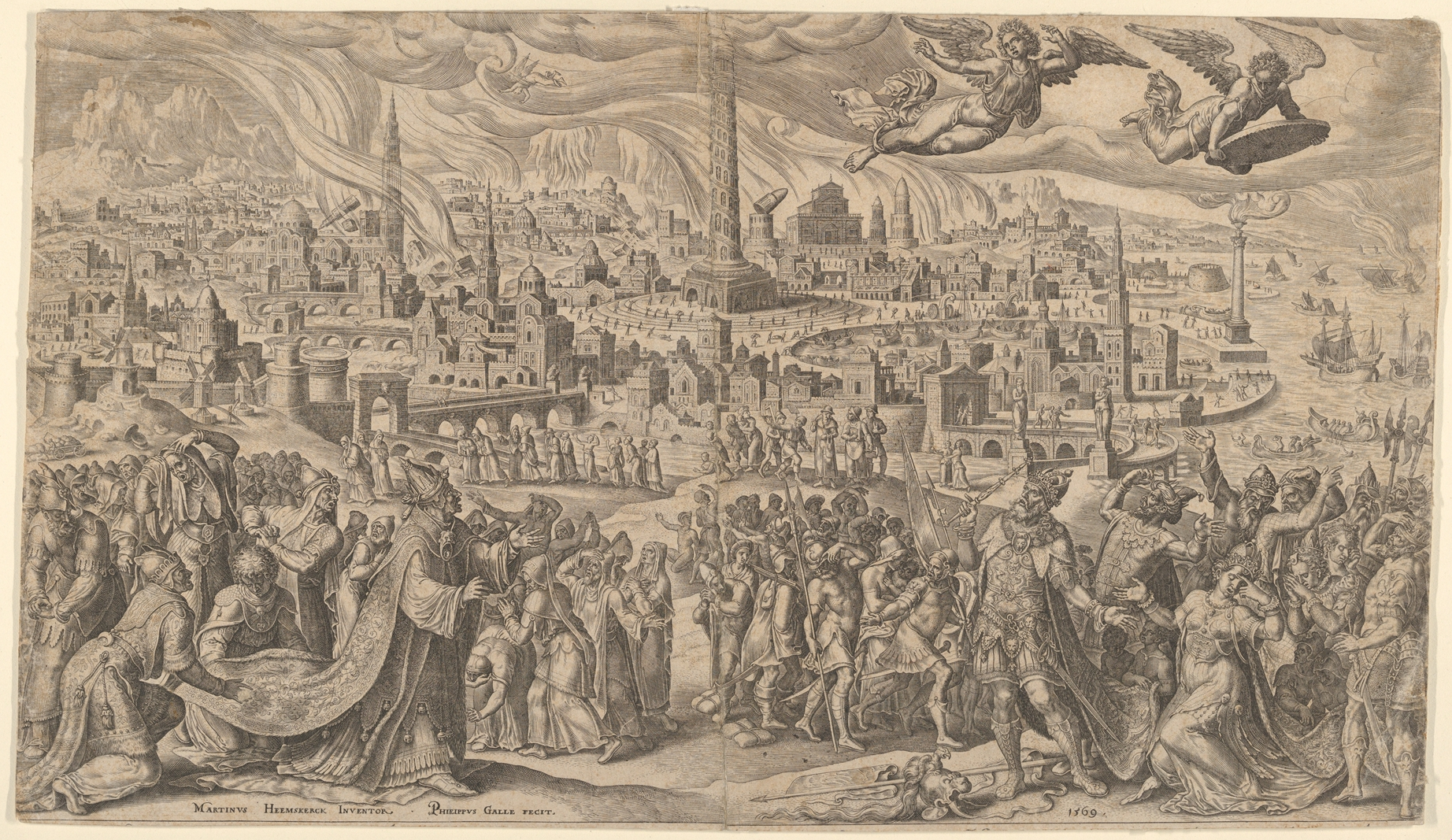
Martin van Heemskerck, Upadek Babilonu (1569)
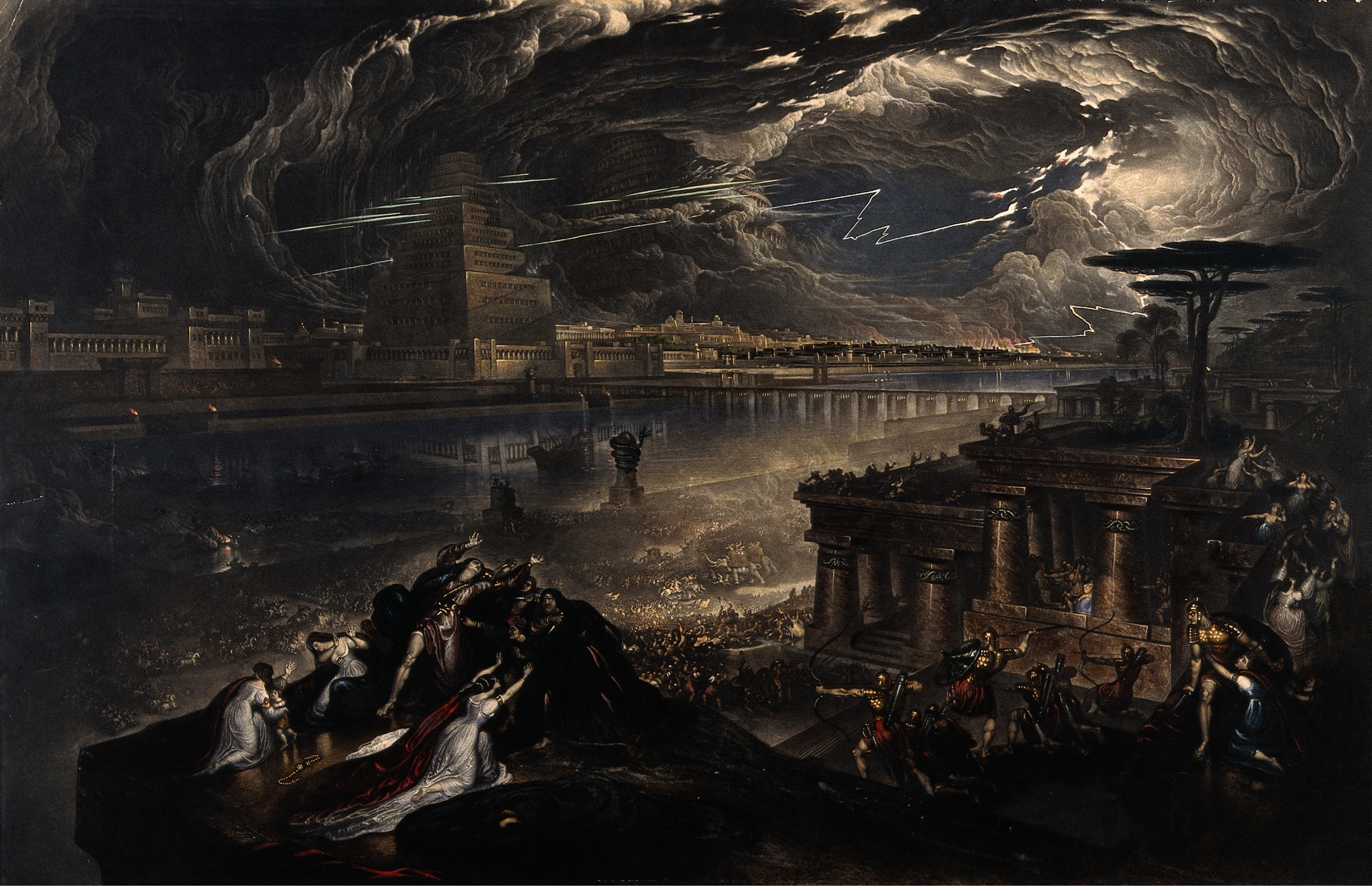
Upadek Babilonu, John Martin 1819.
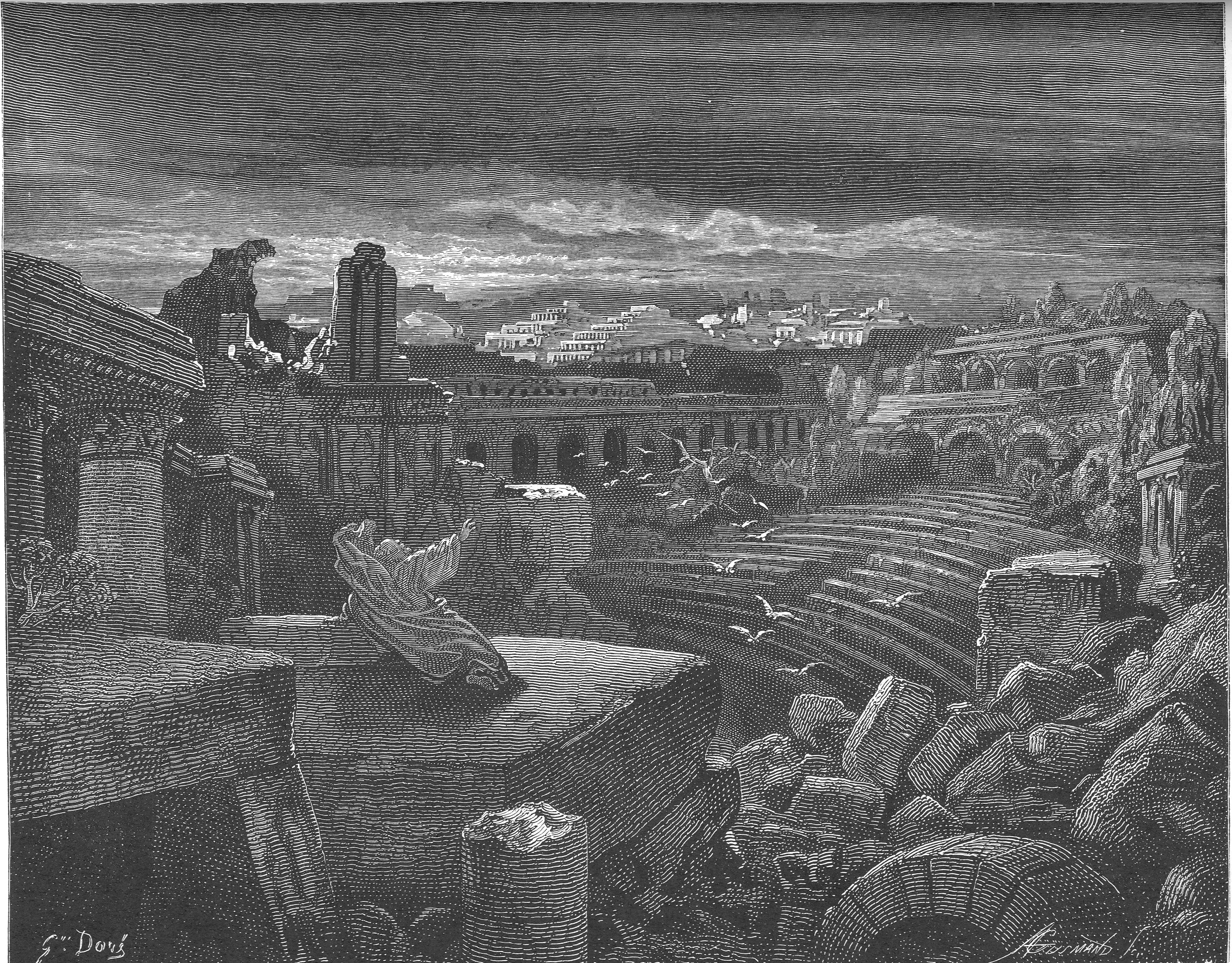
Gustave Doré, Wizja Izajasza o zniszczeniu Babilonu (1866)
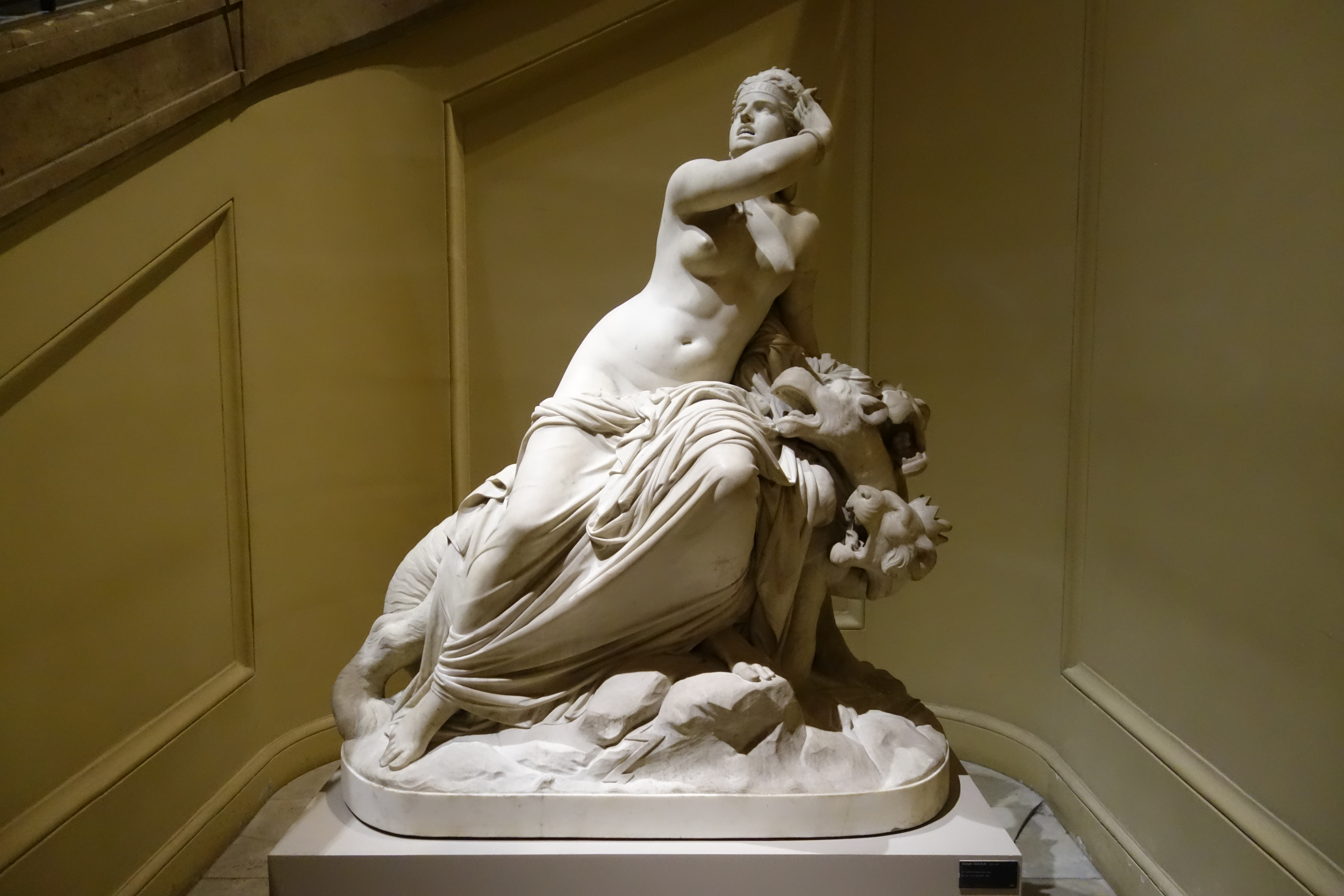
Joseph Decago, Upadek Babilonu (1884)